# 国家の資格要件
国家の資格要件(こっかのしかくようけん)は、国際法上国家であるために必要とされる要件である。国家の成立要件(こっかのせいりつようけん)、あるいは単に国家の要件ともいわれる。モンテビデオ条約第1条には国家の資格要件となる要素として「永続的住民」、「明確な領域」、「政府」、「他国と関係を取り結ぶ能力」があげられた。現代においてはこの4つの要件が諸国に一般的に受けいれられたものとみなされている。19世紀においては、新しく国家となろうとする存在に対して既存の他国が行う国家承認も要件のひとつに含まれると考えられていたが、現代においては基本的に国家承認は国家の資格要件に含まれないとされている。

## モンテビデオ条約第1条の4つの要件
国際法上国家であるというためには一定の要件が必要とされるが、その要件を論じるにあたって国際法学においてしばしば引用されるのが「国家の権利義務に関するモンテビデオ条約」(以下モンテビデオ条約)第1条である。同条約第1条により、国家であるためには国際法上、一定の領域の一定の住民に対して、対内的には実効的な支配を確立し、対外的には他国から独立していることが求められることとなる。この条約は米州諸国によって締結されたものであったが、その第1条に規定された国家の資格要件に関する規定は広く一般的に適用されるものと考えられている。以下に同条約第1条を引用する。
本節では上記に列挙された、「永続的住民」、「明確な領域」、「政府」、「他国と関係を取り結ぶ能力」、という4つの要件ごとに以下に述べる。

### 永続的住民
「永続的住民」について、かつては人種、言語、宗教、習俗、文化などといった要因により永続的住民と言えるかどうかを判別しようとする立場があり、これを客観説という。こうした考え方は、同一民族による国家統合を目的とした一方的な国境変更や、他国に居住する自国民と同じ民族に対する少数民族保護を口実とした他国領土への侵入、ナチス・ドイツの汎ゲルマン主義に見られるような特定民族の優位性の主張といったように、政治的に危険を伴うものであった。そこでこうした客観説は非難に値するものとみなされ、現代においては人種差別撤廃条約全文第6項、第4条により各国に対して人種的優位主義に基づく差別や扇動を禁じる国内措置が義務付けられることとなった。これに対して現代においては、その国の国籍取得に見られるように集団構成員の主観的合意を基準にして決定されるものとされており、こうした立場を主観説という。その国の領域に居住しているかどうかは問題とされず、外国人として一定の期間その国の領域内にいたとしても永続的住民とは言えない。各国が自国民であることを認定して国籍を付与することは国内管轄事項であるが、この国籍付与を他国に対して対抗するためにはノッテボーム事件国際司法裁判所判決で示された「真正な結合」が求められる。これによると、国籍は有していてもその国に居所もなく、家族もなく、ほとんど他国で活動している者は「真正な結合」があるとはいえない。そのためこうした者は「永続的住民」ではないこととなる。永続的住民が存在するということは、彼らが居住する一定の領域が存在することの証明ともなるため、後述する領域の基準(#明確な領域参照)とも密接に関連するものである。

### 明確な領域
国家の資格要件の2つ目の要素である「明確な領域」とは、国家のもっとも本質的な要素である。領域とは領土、領海、領空からなり、国家はこれらに対して排他的な領域主権を行使する。ただしこの要件は、住民が組織する政治的団体が実効的・継続的に支配している一定の地域があれば十分であり、領域のすべてが定住可能であるとか、国境が厳密に確定していることは必要とされていない。例えば北海大陸棚事件国際司法裁判所判決においては、「1つのまとまりとみなされる、一定の区域に付属することが、その区域の境界の明確な画定を支配することになるということは決してないのであって、それは、国境について不明確であることが領域権に影響を与えることがありえないのと同じである。」という判断が示されている。このことから領土問題により各国の主張が錯綜している場合であっても大枠で国境線の画定をすることができていれば十分であり、一定領域のいち部分を一貫して支配し続けることが必要とされる。

### 政府
3つ目の要素である「政府」とは、自主的に国内法を制定することができ、国内秩序維持のための国家管轄権を有した統治組織が事実上確立していることをいう。ある地域に住民がいるだけでは国家とは言えず、これを実効的に統治する政府が必要とされる。実効的に統治する政府と言いうるためには、対内的には自律的な法秩序を確立し維持すること、対外的には他国に従属することなく自立的に活動することをいう。後述する「他国と関係を取り結ぶ能力」(#他国と関係を取り結ぶ能力)をこの「政府」の要件に加える論者も存在するが、これは議論するにあたって国家であることの内容を3つにわけるか4つにわけるかという手段的な相違でしかなく、議論の内容に実質的な相違があるわけではない。かつては西欧的な体制を備えている「政府」であることが求められたが、現代においてはこうした考え方は否定されている。民主主義、共産主義、君主制、共和制など、いずれの体制であっても構わない。「政府」が実効性を欠いているとき、それがもともと国家であった存在の「政府」が実効性を欠く場合と、分離・独立などにより新たに国家となろうとする場合とで考え方が異なる。既存国家の場合には実効性を失っていることが一時的である可能性もあるため、求められる実効性の程度が緩和されるのである。新国家の場合には、既存国家による国際秩序を壊して国家となろうとするものであり、そうした秩序維持の観点から簡単には国家であることを認められるものではなく、既存国家の場合と違い要求される実効性の程度は厳格なものとなる。ただし分離独立も、分離独立に対する本国の鎮圧行為も、双方ともに禁じる国際規則はない。

### 他国と関係を取り結ぶ能力
4つ目の要件は「他国と関係を取り結ぶ能力」である。その国の外交政策に属する事項について、他国の支配に服することなく自主的に外交関係を処理することができる能力である。「外交能力」、「独立」、「主権」と言われることもある。国家は外交能力を持つことで国内的な権力や機関の集中を行うことができ、また他国から独立して国家管轄権を行使することができる。もし仮に他国や国際機関からの干渉を受ける場合には国際法に基づく干渉でなければならず、例えば満州国のような傀儡国家である場合には独立したものとは認められない。また、国際法を順守する意思と能力を備えた政府でなければならず、例えばISILのように国際法を順守する意思を全く示さずに完全に無視しているために既存の国家と一切外交関係が存在していない場合は「他国と関係を取り結ぶ能力」を有しないものとみなされる。

## 国家承認との関係
国家承認とは、既存の国家が新しく成立した国家に対して国家としての国際法上の主体性を認めることをいう。分離独立、連邦国家の解体、既存国家同士の合併などにより、新しく国家となろうとする存在に対して既存の他国が国家承認を行うことがある。19世紀においては、新たに国家となろうとする存在が住民、領域、政府、外交能力の4つの要件を満たしたとしても、他国からの国家承認が得られなければ国家とはみなされず、4つの要件に加えて国家承認も要件のひとつに加えられていた。国家承認に国家を創設する法的な効果があるとする考え方であり、こうした考え方を創設的効果説という。これは国際法上の権利義務を付与するかどうかは既存国家の自由な裁量行為とみなす考え方に由来する。これに対して国家承認を国家の資格要件とはしない立場を宣言的効果説と言う。この立場によれば、国家承認は前記の4つの要件を確認し、承認を受けた国が承認を与えた国にその旨を対抗する効果を発生させるものと考える。前記4つの要件を満たした存在は他国による国家承認を得ることなくしてすでに国家であり、これに対する国家承認は4つの要件の存在を確認するものにしかすぎないものと宣言的効果説は考える。国家承認に創設的な効果を認めず、国家承認は単に新しい国家が実効的支配を確立したことを宣言するものにしかすぎないものという。現代においてはこの宣言的効果説がほぼ通説と考えられている。しかし現代においても、支配のために用いられた手段が国際法に違反する占領や征服であった場合にはその地域に対する領域権原の取得が認められることはなく、この点において創設的効果説にもとづく判断が部分的に妥当することがありうる。また、新たに独立を宣言した存在が多くの国々による国家承認を得たり、アメリカ合衆国のような大国から国家承認を得た場合には、独立を宣言した存在の対内的な政治的基盤が事実上強化されることは間違いない。法的には国家承認に新国家を創設する効果は認められないが、事実上は創設的な要素があることも事実と言える。